# Mirror's Edge
Mirror's Edge é um jogo eletrônico em primeira-pessoa de ação-aventura e esporte desenvolvido pela EA Digital Illusions CE (DICE) e publicado pela Electronic Arts. O jogo foi lançado para PlayStation 3 e Xbox 360 em novembro de 2008 e para Microsoft Windows em janeiro de 2009. O jogo foi anunciado em 10 de julho de 2007 e utiliza o motor Unreal Engine 3 com um novo efeito de iluminação, desenvolvido pela Illuminate Labs em associação com a DICE.
O jogo possui um estilo brilhante, colorido e realistico, e difere da maioria dos jogos eletrônicos em primeira-pessoa por permitir uma vasta gama de ações baseadas no parkour ao jogador — como pular ou deslizar por baixo de obstáculos, dar cambalhotas, correr nas paredes — e por sua maior liberdade de movimento, já que não possui HUD e permite que as pernas, braços e o torso da personagem apareçam em tela. Mirror's Edge é ambientado em uma sociedade onde a comunicação é fortemente monitorada por um regime totalitário, e, assim, uma rede de corredores, incluindo a personagem principal, Faith, é usada para transmitir mensagens evitando a vigilância do governo. No estilo de um jogo de plataforma tridimensional, o jogador guia Faith ao longo de telhados, por paredes e através de tubos de ventilação, sempre ultrapassando obstáculos utilizando o parkour.
Mirror's Edge recebeu na maioria críticas positivas, adquirindo uma nota média de apreciação de 79% da Metacritic. A singularidade do jogo e os seus ambientes extensos foram elogiados, enquanto que as críticas se concentraram na fraqueza e curta duração do enredo. Uma trilha sonora, intitulada Still Alive: The Remixes, contendo um remix da canção dos créditos finais "Still Alive", da cantora sueca Lisa Miskovsky (sem relação com à canção de mesmo título presente no jogo Portal), foi também lançada. Em uma entrevista cedida a IGN, na E3 2011, o presidente da EA Games, Frank Gibeau, confirmou que a sequência de Mirror's Edge está em produção e utilizará o motor gráfico Frostbite 2, desenvolvido para o mais recente jogo da produtora, Battlefield 3.
Na cultura popular aparece com seu mapa recriado por fâs no jogo Minecraft, e posteriormente em Maio de 2016 a Shine America anunciou que irá produzir um programa de TV baseado em Mirror's Edge.

## Plano de fundo
Em um futuro próximo, com a necessidade de expansão o governo de uma cidade optou por um sistema mais rígido para combater o crime e a desorganização. O projeto de lei conhecido como Programa de Cidadania visava garantir uma melhor qualidade de vida, oferecendo soluções para diversos problemas de desordem enfrentados pela cidade. Para que o programa fosse instaurado, alguns direitos da população tinham de ser rechaçados como privacidade e liberdade de expressão dos meios de comunicação social. As medidas trouxeram melhorias consideráveis resolvendo problemas crônicos como o fumo, obesidade, criminalidade, no entanto essa vigilância severa começou a podar o livre arbítrio da população e se tornou um regime totalitarista, muitos daqueles que desejavam um estilo de vida alternativo, além do que a cidade podia oferecer, foram suprimidos. Um contra movimento chamado "Libertas" surgiu para desafiar as regras impostas pelo programa que ditava a forma como as pessoas deveriam viver. O movimento  era financiado por alguns empresários e tinha objetivo de pacificamente protestar contra as medidas tomadas pelo governo. Com o tempo, sem gerar resultados, as manifestações tornaram-se mais agressivas, e passaram de meros protestos e passeatas para motins ilegais, esses motins foram violentamente reprimidos até qualquer contra-movimento não existir mais.
A cidade gradualmente foi reestruturada para garantir a segurança pública e permitir que o Programa de Cidadania se estabelecesse por completo. Construções antigas deram lugar a fenômenos arquitetônicos e a "Cidade Nova" se ergueu, as pequenas áreas remanescentes em ligeiro declínio da cidade original tornaram-se conhecidas como Cidade Velha, transformando-se em guetos em ruínas e ruas abandonadas sem os benefícios encontrados nos bairros da Cidade Nova.
Alguns que ainda se opunham ao regime, formaram resistências e gangues, com a mídia tradicional sendo monitorados de perto, usam de mensageiros para se comunicar. Os mensageiros são usados também por pessoas influentes que participam de mercados ilegais. Muitas vezes algumas mensagens são transportadas por mais de um mensageiro, que revezam uns com os outros para impedir que a pessoa com a mensagem seja pego. Esses mensageiros são chamados de "Runners" (corredores). Como são caçados pela polícia nas ruas, usam formas não convencionais para transportar as mensagens e pacotes, pulando de telhado em telhado dos altos edifícios da cidade exigindo inúmeras acrobacias e perigosas manobras, no entanto, o governo da cidade vem fazendo progresso na repressão deste "tráfico ilegal de informações". O conteúdo dos pacotes não é conhecido pelos mensageiros e estes são pagos para apenas entregar sem questionar.

### Cenário
Durante o jogo, a protagonista passa por diversos ambientes que compõe uma grande área metropolitana do século XXI aparentemente sem nome. A cidade tem um aspecto limpo e organizado e parece estar em constante reconstrução, ao longo dos níveis pode se ver materiais e equipamento de construção por todo o cenário. A arquitetura e o paisagismo se baseiam em movimentos da arquitetura moderna, como Construtivismo Russo e Funcionalismo. Todas as construções seguem padrões cromáticos básicos e poucas variações (vermelho, amarelo, azul, verde, branco, laranja e roxo.) com a predominância do branco, provavelmente para limitar o excesso de calor nas áreas urbanas, visto que não há vegetação, somente arbustos artificias sempre na cor do ambiente. Acredita-se que com o Programa de Cidadania, medidas contra a poluição visual foram tomadas criando um padrão único para todas áreas da cidade, toda a publicidade e propaganda estão limitadas às cores do ambiente em que estão ou pertencem e assim também com qualquer objeto (decorativo ou não).
A cidade está localizada em uma região costeira não confirmada e tem características de cidades importantes como Singapura, Hong Kong e Vancouver. A língua predominante é Inglês (nomes dos personagens, textos e diálogos), embora a sinalização e publicidade tenha aparência visual chinesa, japonesa e russa, inferindo uma população multi-cultural.
A cidade é maioritariamente composta por arranha-céus, com nenhum edifício menor que três andares, mesmo assim a densidade populacional é média, a maioria dos edifícios são comerciais.
No jogo são visitados quatro distritos:
- New Eden

Ou Nova Éden, foi projetado para parecer uma espécie de jardim, com uma decoração mais verde para representar plantas (não existentes). Nova Éden, é um distritos residencial mista, composta de pequenos edifícios de apartamentos, muitas pequenas empresas, e um shopping center situado ao meio. As únicas praias para banho da cidade estão em Nova Éden. Nova Éden fica na zona noroeste da cidade, a leste do Bay River, o rio que corta a cidade; para o norte do oceano e para o sul é do distrito Loulouthi.
- Distrito Loulouthi.

Do grego, flor, o Distrito Loulouthi é a principal área residencial, composto quase completamente de edifícios de apartamentos e algumas casas particulares. Situada na porção sudoeste da cidade. Distrito Loulouthi é o menor distrito da cidade, compensado por grandes arranha-céus. Como o distrito é praticamente vertical, as ruas são as mais movimentadas da cidade. Ao seu norte esta Nova Éden, ao leste está Bay River e o Distrito Tunuva.
- Tunuva Distrito

Do grego, criar, Tunuva concentra todos os armazéns da cidade, fábricas e indústrias e é o distrito com as construções mais baixas da cidade, decorados em vermelhos dispostos de modo que se apreçam com engrenagens e outros itens associados à indústrias. A mão de obra é de maioria de classe baixa, assumindo postos de trabalho que as máquinas não podem assumir. O bairro é pouco movimentado aumentando nas horas de pico. Tunuva esta situado ao sudeste da cidade. A oeste de Bay River e o Distrito Loulouthi, para o Norte está A Crista.
- The Shard

Do inglês, A Crista, é o centro comercial da cidade, reúne todos os escritórios e edifícios políticos é o principal local de trabalho da mão de obra de classe média e alta. A Crista está próximo ao Distrito Loulouthi tem as melhores vistas da cidade. O distrito também engloba as docas da cidade. Ao norte do distrito localiza-se o mais vistoso edifício da cidade, também chamado de A Crista, abriga a prefeitura e com seus mais de cem andares também serve de moradia para o prefeito e seus subordinados diretos, é um local de trabalho para todos os negócios do governo. O prédio foi palco das revoltas do movimento chamado de "Novembro Riots". A Crista está no canto nordeste da cidade. A oeste do é Bay River e Nova Éden transversalmente, e para o sul Tunuva.